# Koninklijk klooster van Brou

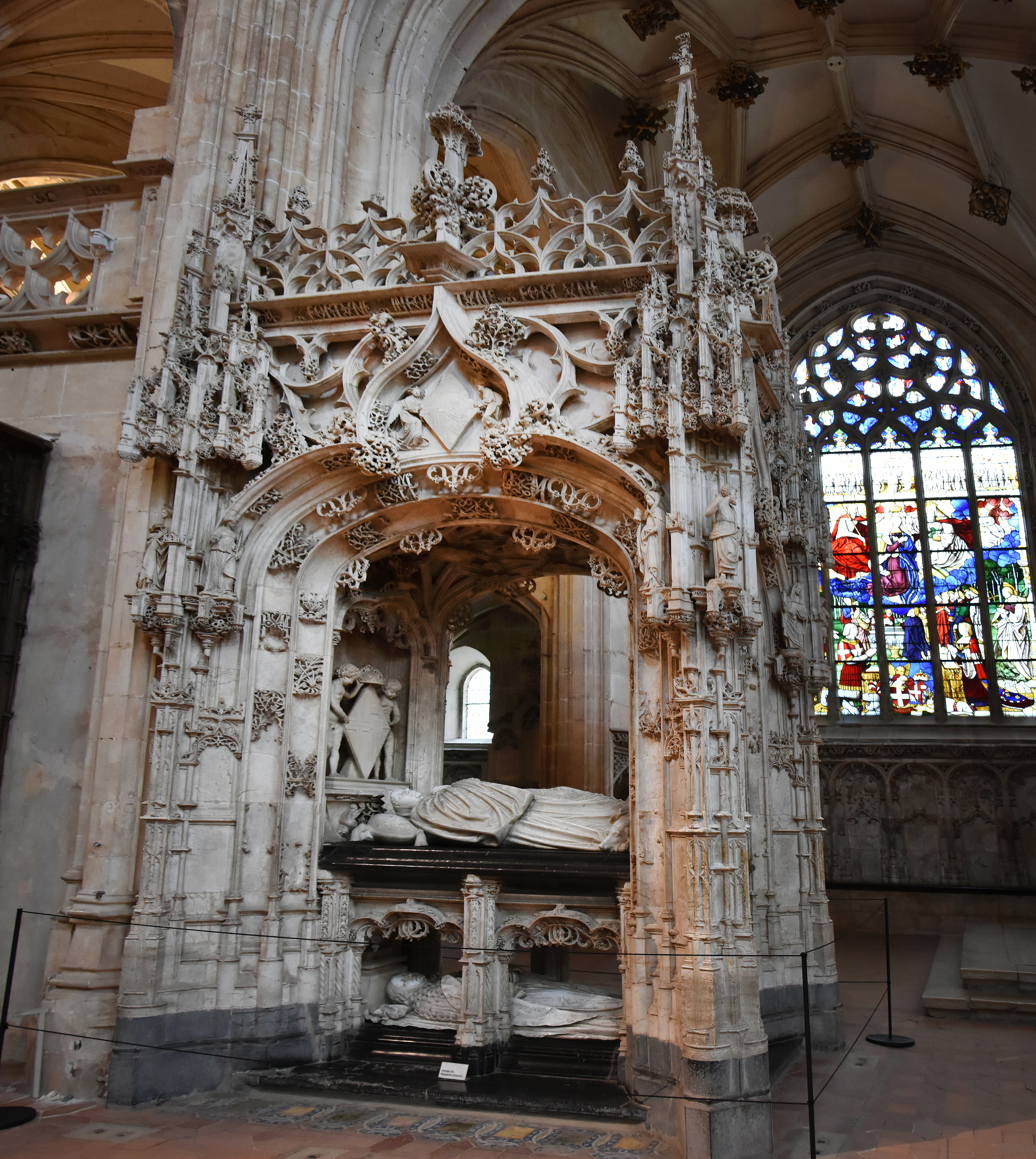
Het grafmonument van Margaretha van Oostenrijk

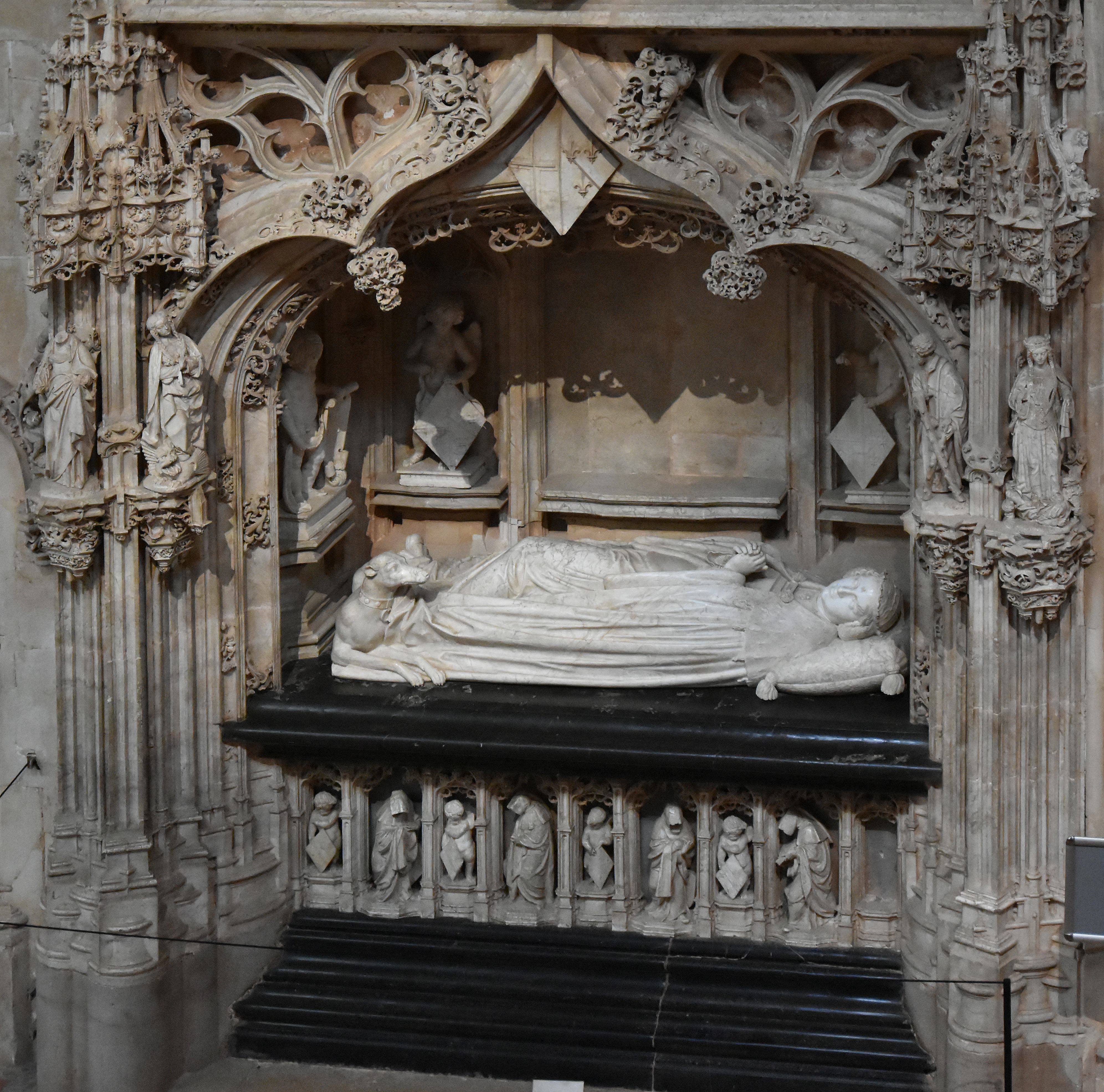
Het grafmonument van Margaretha van Bourbon

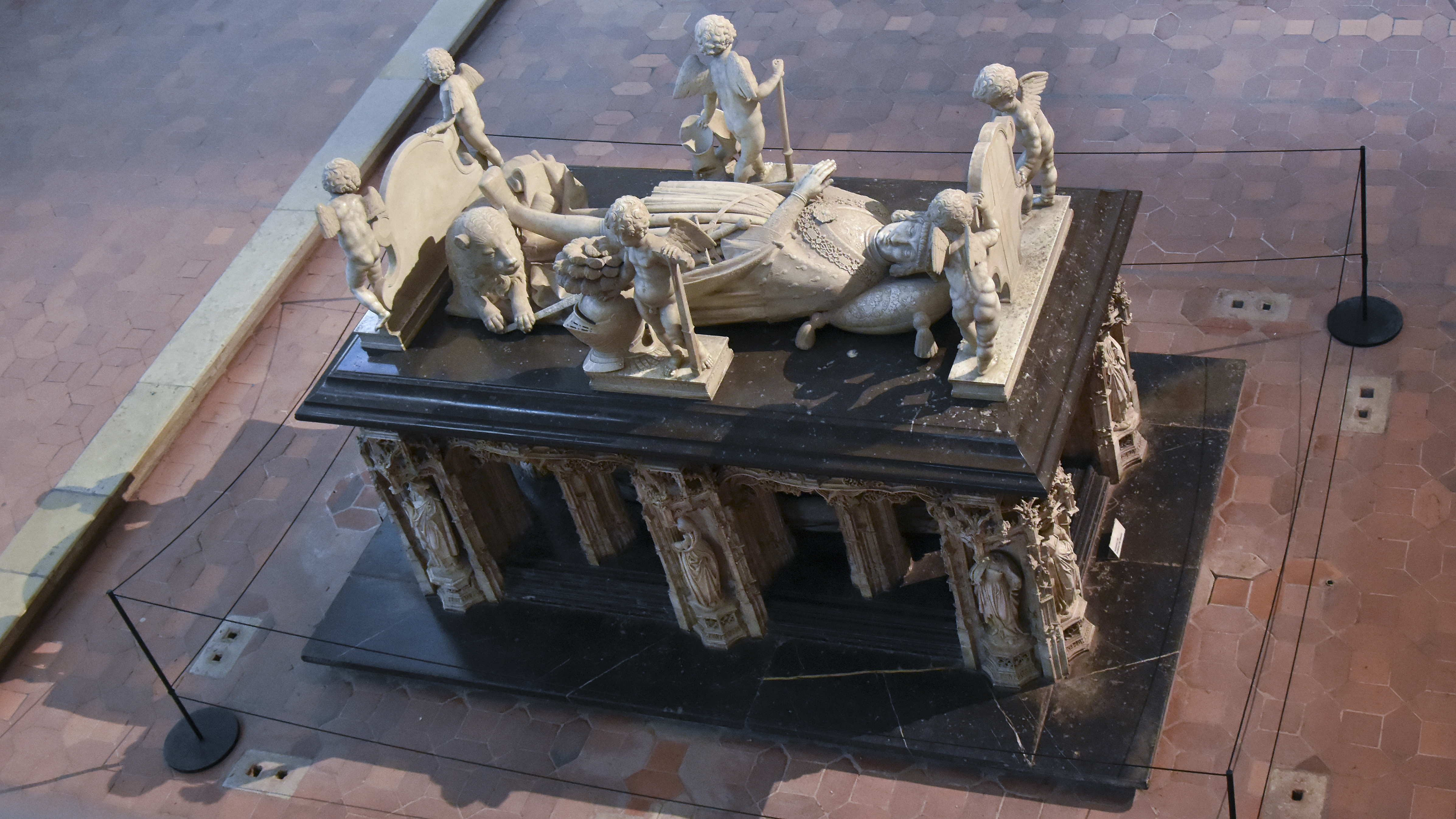
Het grafmonument van Filibert II van Savoye

Het Koninklijk klooster van Brou (Frans: Monastère royal de Brou) is een religieus complex in de Franse stad Bourg-en-Bresse, meer bepaald in de buitenwijk Brou. Bourg-en Bresse was een van de hoofdsteden van het voormalige hertogdom Savoye.
Margaretha van Bourbon, de vrouw van hertog Filips II van Savoye, had in 1480 bij de genezing van haar man na een jachtongeluk beloofd de eenvoudige en bouwvallige priorij van benedictijnen van Brou om te vormen tot een klooster. Ze overleed echter voordat ze haar belofte kon inlossen. Margaretha van Oostenrijk die in 1501 huwde met Margaretha van Bourbons zoon Filibert II van Savoye liet het klooster en de bijhorende Nicolaas van Tolentijnkerk door Lodewijk van Bodegem bouwen. Ze deed dit om de belofte van haar schoonmoeder in te lossen, maar ook ter herinnering aan haar tweede echtgenoot, die in 1504 op 24-jarige leeftijd was overleden na het drinken van ijskoud water na een jachtpartij. Zij volgde de bouwwerkzaamheden op vanaf haar stadspaleis hof van Savoye te Mechelen maar heeft het nooit afgewerkt gezien.
Het koninklijk klooster is een meesterwerk van de Brabantse hooggotiek uit de eerste helft van de 16e eeuw. De kloostergebouwen werden opgetrokken tussen 1506 en 1512, de kerk tussen 1513 en 1532. In 1921 zag het klooster een deel van zijn gebouwen onder het beheer van de stad vallen die er een museum in onderbracht.

## Bouwgeschiedenis
Margaretha kocht in deze plaats waar enkel het vervallen priorij stond gronden aan om haar plan te kunnen verwezenlijken. Ze verkreeg van paus Julius II een bul die haar toeliet om de benedictijnen te vervangen door augustijnen omdat Nicolaas van Tolentijn een augustijn van de congregatie van Lombardije was. Zij vroeg monniken uit die congregatie om naar Brou te komen zodat ze verzekerd was van eeuwigdurend gebed voor de overledenen in de kerk. Al de inkomsten die haar uit Savoye toevielen na het overlijden van haar man (Frans: douaire) dienden om de bouw te financieren.
Op 28 augustus 1506 legde Margaretha in de stromende regen de eerste steen. Ze werd bijgestaan door de plaatselijke geestelijkheid, de eerst aangekomen augustijnen en de bevolking van Bourg-en-Bresse. Het kloostercomplex dat ze liet optrekken bestaat uit drie onderdelen: de kerk, toegewijd aan Nicolaas van Tolentijn, de privévertrekken van Margaretha en haar hofhouding en de kloostergebouwen. In 1506 werd als eerste begonnen met de bouw van het klooster zodat de monniken snel onderdak vonden. Het volledige bouwwerk was in 1532 klaar, uitzonderlijk voor die tijd. Het bewijst de macht en financiële kracht van de langvoogdes der Nederlanden.
Het klooster telt uitzonderlijk voor Frankrijk drie kloosterhoven die een verschillende functie hadden. De ruimtes rond het kloosterhof naast de kerk waren bestemd voor gasten. Het grootste kloosterhof bood de monniken de rust om al wandelend te mediteren of te bidden. In het kloosterhof aan de achterzijde vond de keuken onderdak, de ovens, een gevangenis, een kamer voor de dienstbodes en een ruimte voor de monnik die instond voor de materiële zaken. Daarnaast waren er uitzonderlijk twee kapittelzalen en 4000 m² ruimte voor slechts twaalf monniken.

## Margaretha, de dochter van een keizer
Margaretha heeft geen plaats in het collectieve geheugen van de Fransen. Ze maakt nauwelijks deel uit van de Franse geschiedenis. Haar politiek belang wordt overschaduwd door haar vader Maximiliaan I van Oostenrijk, keizer van het Heilige Roomse Rijk en van haar neef Keizer Karel V, heerser over het grootste Europese rijk sinds dat van Karel de Grote. Ze liet zich zeker inspireren door de grafmonumenten in Dijon van twee Bourgondische hertogen, Jan zonder Vrees en Filips de Goede, voorvaders van Margaretha. Ook  de tombe die haar vader Maximiliaan in Innsbruck liet uitvoeren was een voorbeeld. Ze wilde tevens Anna van Bretagne evenaren, haar rivale aan wie ze de eerste echtgenoot met wie ze verloofd was moest afstaan. Anna liet grafmonumenten maken voor haar ouders in de kathedraal van Nantes.

## Meesterwerken
In de kerk zijn grafmonumenten aanwezig van Margaretha en van Filibert II van Savoye, de tweede echtgenoot van Margaretha van Oostenrijk en van Filiberts moeder, Margaretha van Bourbon. Haar devies Fortune Infortune Fort Une (mogelijk: Geluk en Ongeluk Beproeven Me) siert haar tombe.
In het klooster worden voornamelijk een aantal schilderijen en beeldhouwwerken tentoongesteld. Van Margaretha's hofschilder Bernard van Orley zijn er originele portretten van Margaretha en haar neef Keizer Karel te zien. Dat laatste bestelde ze in 1516 om de kinderen van haar intussen overleden broer Filips de Schone te portretteren.
In het refectorium van het klooster wordt een aantal beelden bewaard (de heiligen Philibert van Tournus en Andreas, en Filibert II van Savoye) die onder meer de gevel van de kerk versierden. Ze werden door de Franse revolutionairen beschadigd. Herstellingen van de kerk hebben altijd haar oorspronkelijke staat bewaard.

## Het koninklijk klooster van Brou als museum
In een vleugel van het tweede klooster is sinds 1845 het gemeentelijk museum van Bourg-en-Bresse ondergebracht. De tentoongestelde werken zijn hoofdzakelijk afkomstig van de schenking van 120 werken door Thomas Riboud (1765-1835) die het klooster redde van afbraak. Het zijn Vlaamse en Franse werken uit de 15e tot de 20e eeuw met meestal religieuze thema's, tentoongesteld in het dormitorium op de eerste verdieping. Er zijn ook oude beeldhouwwerken te zien in het refectorium. De collectie is aangevuld met meubelen en faience.

## Galerij

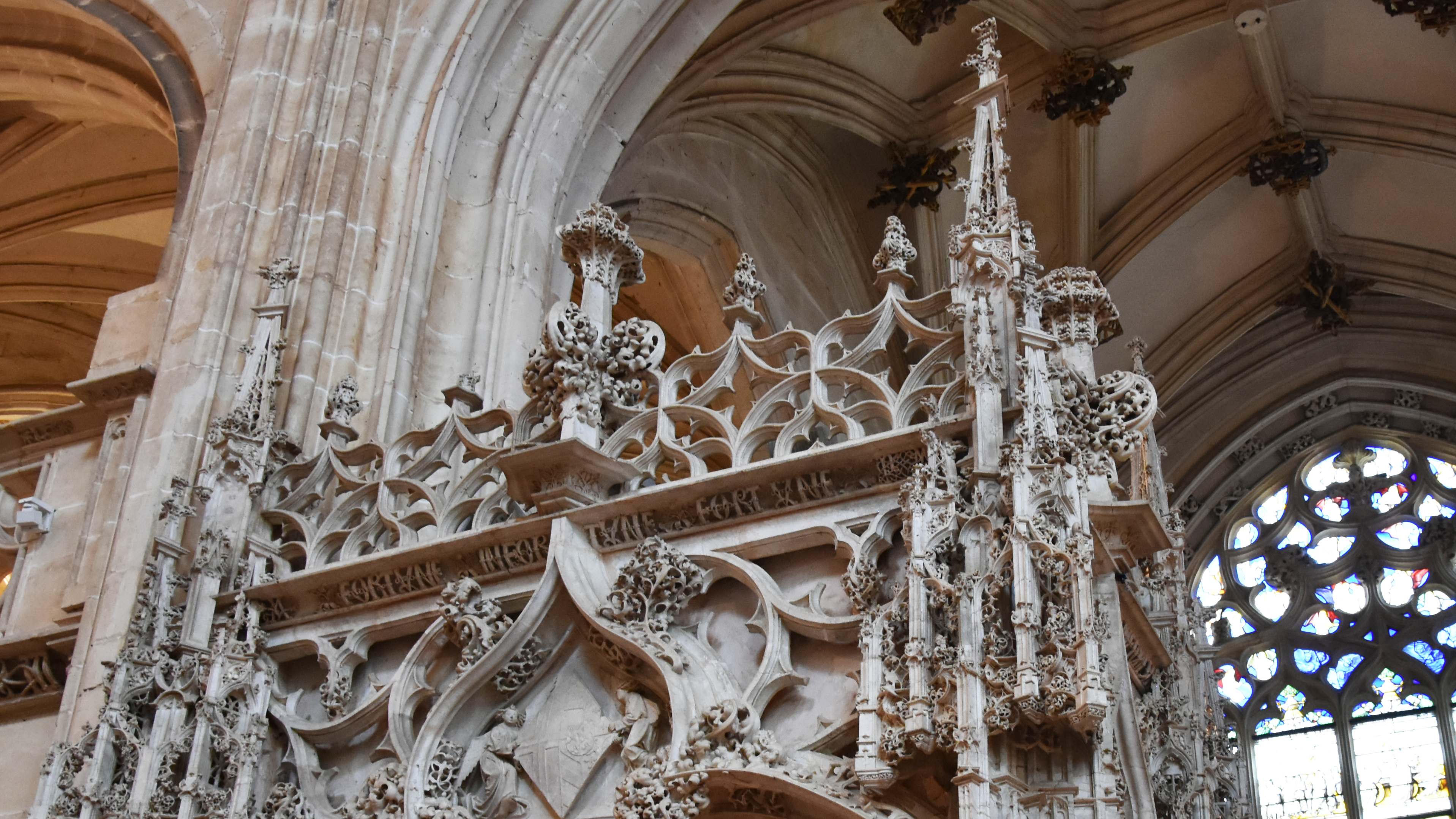
Fortune Infortune Font Une
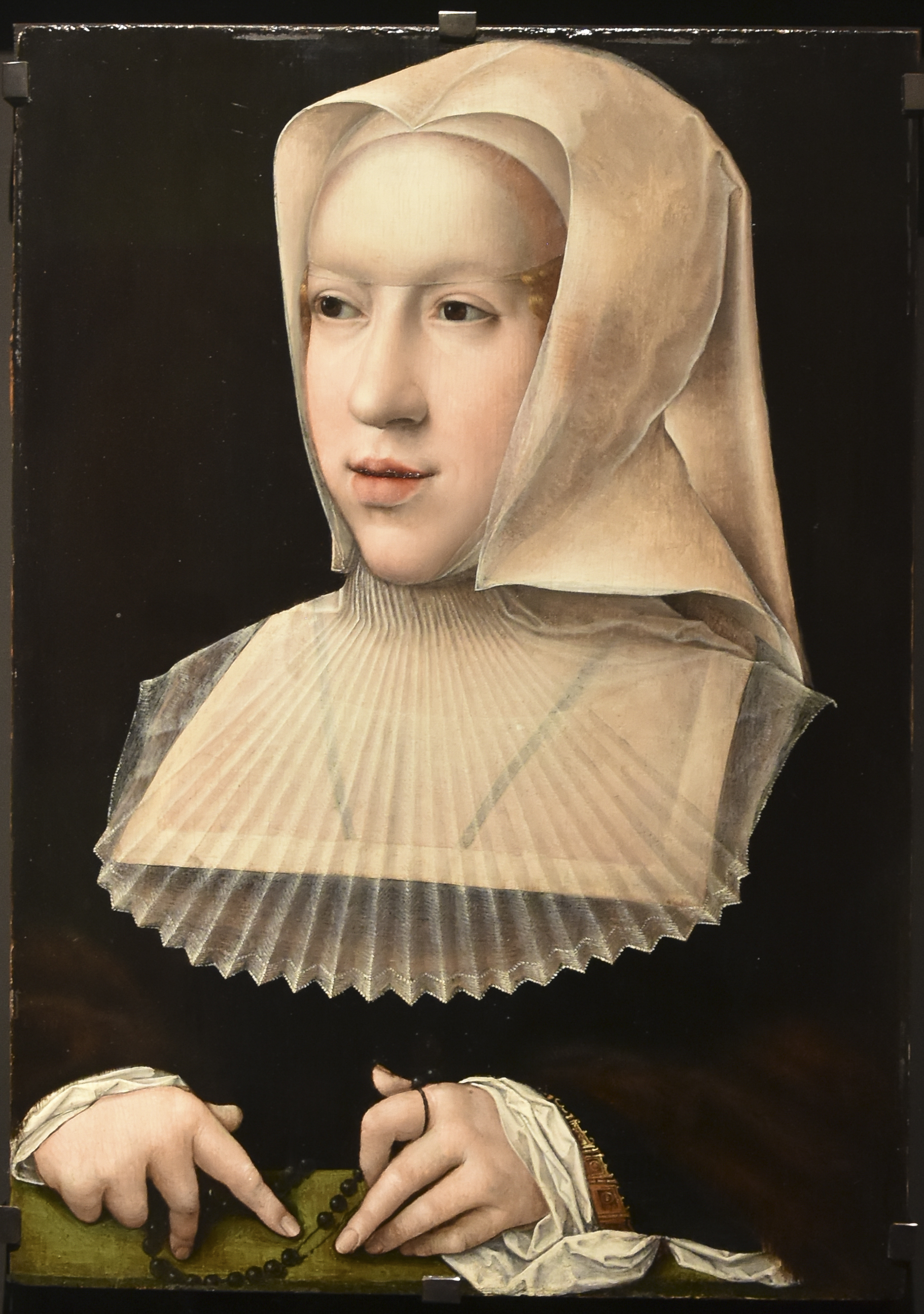
Margaretha van Oostenrijk als weduwe (na 1518) door Bernard van Orley
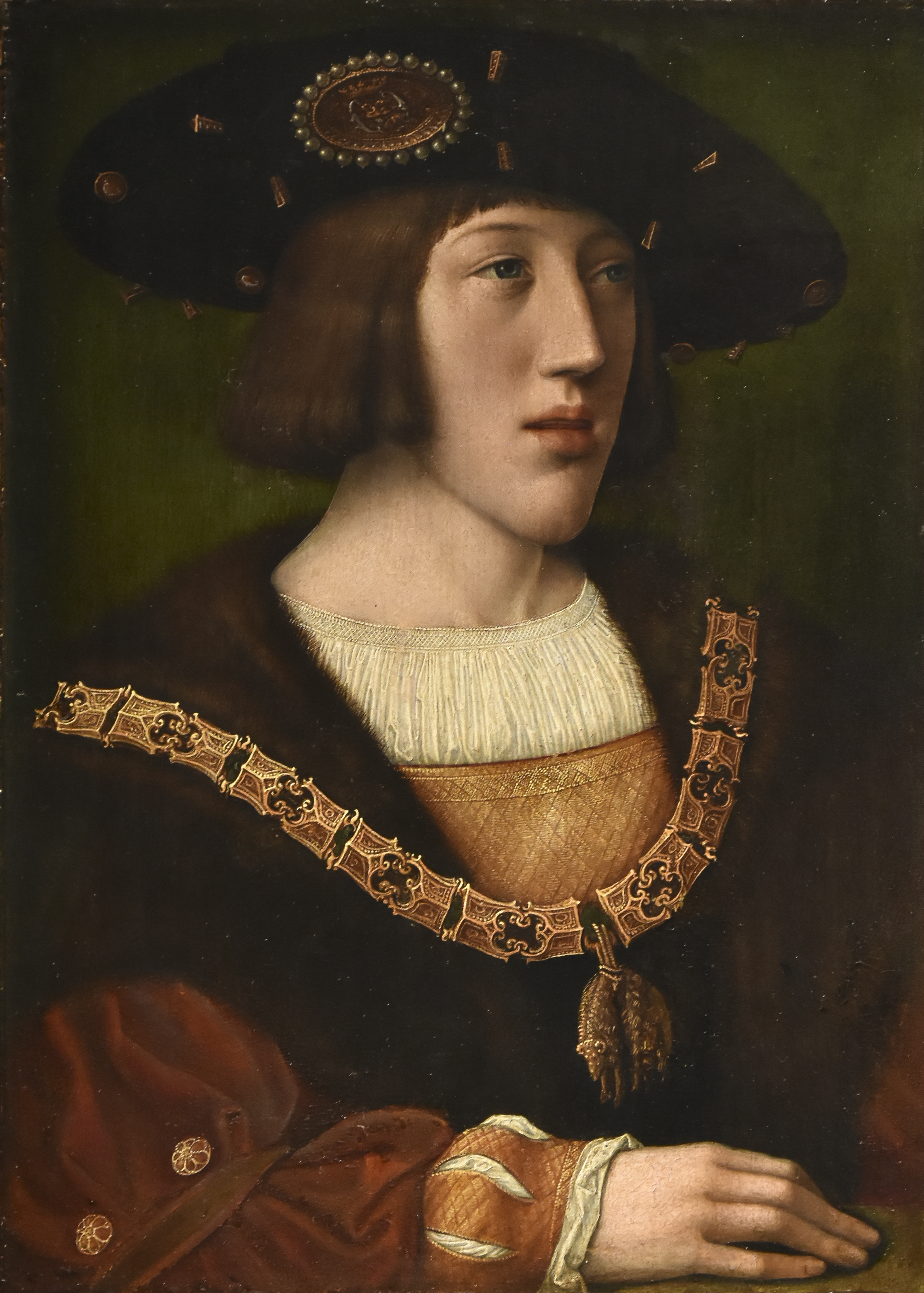
Karel V door Bernard van Orley
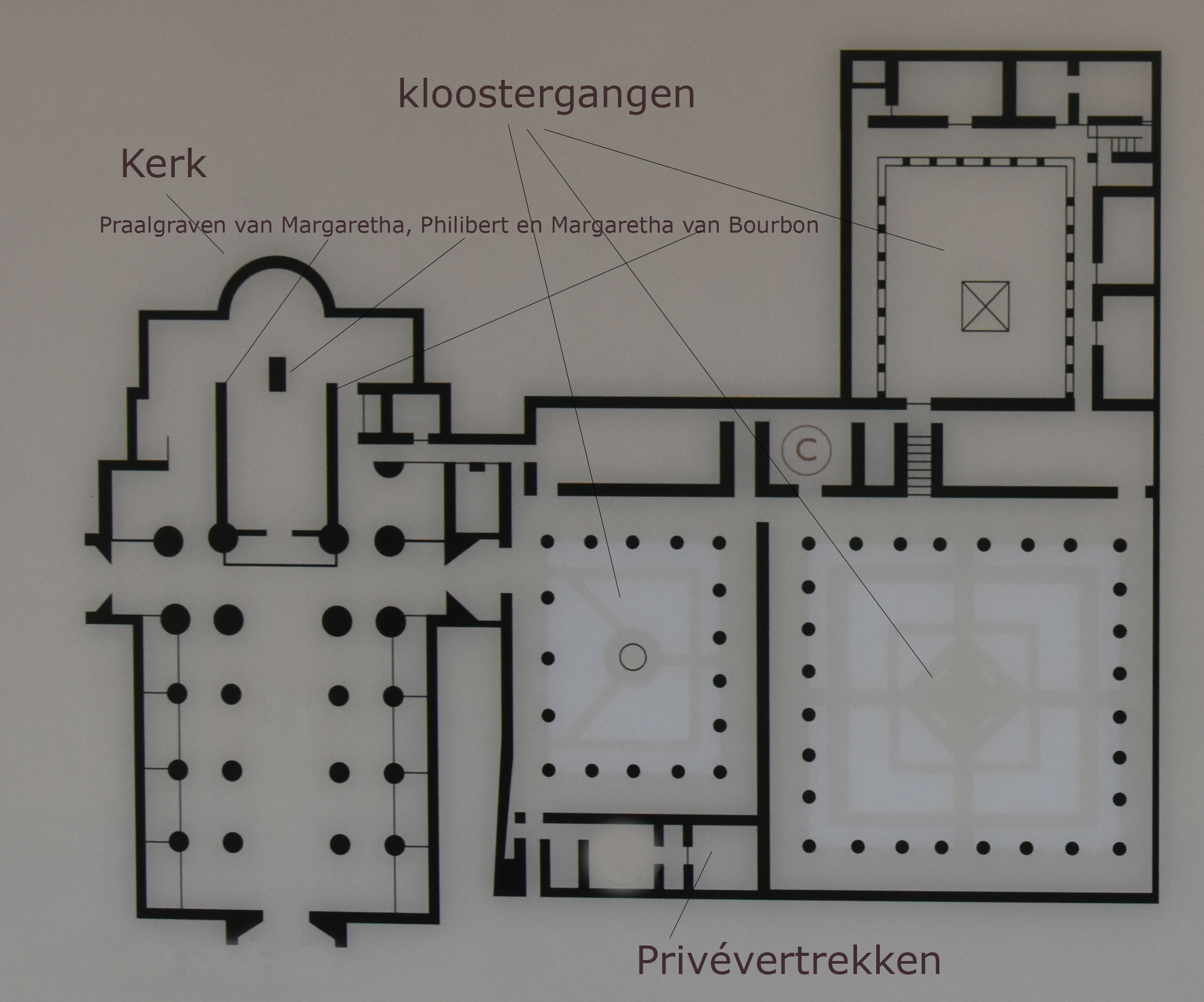
Grondplan van het klooster
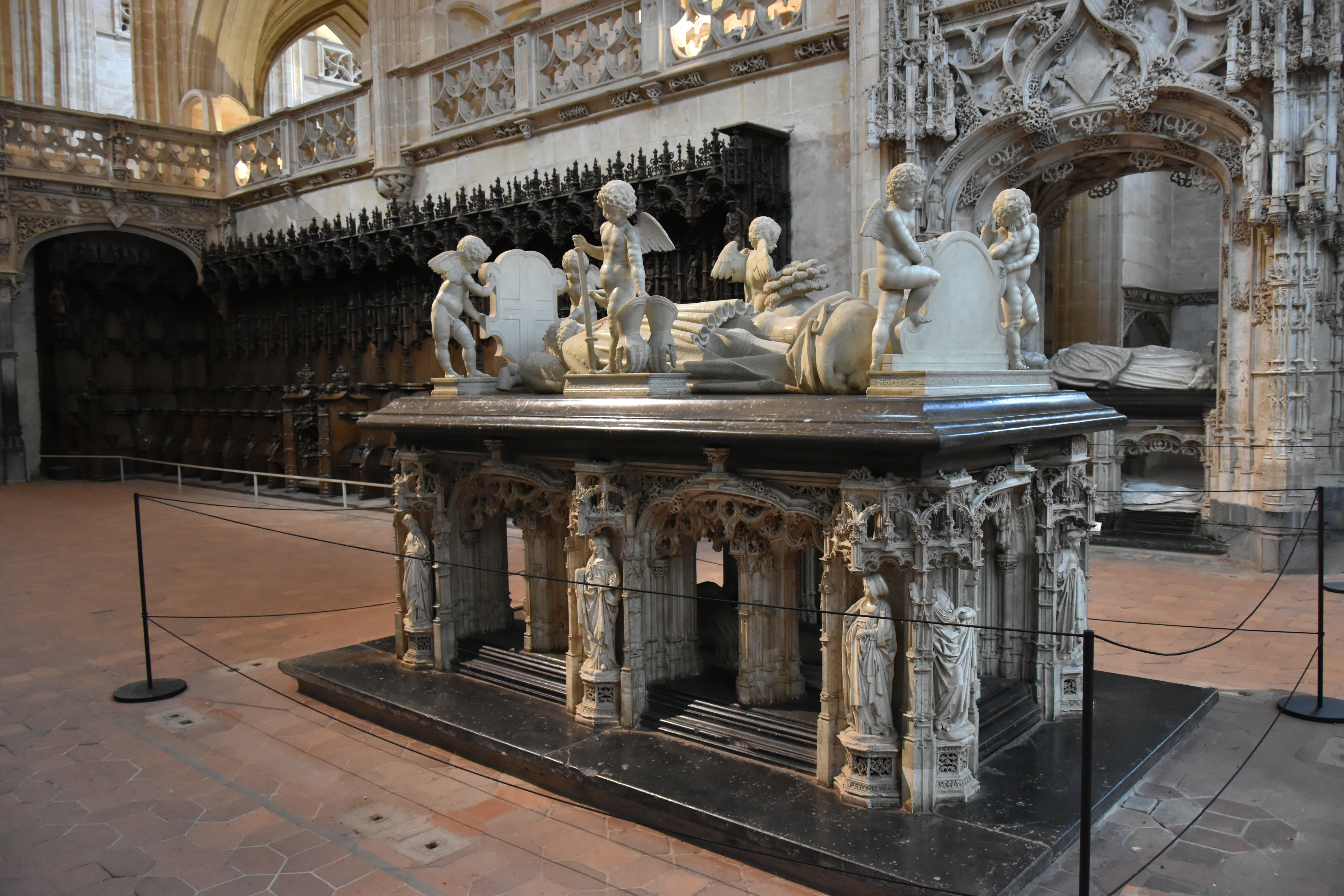
Het grafmonument van Filibert